# Xylotrechus albonotatus
Xylotrechus albonotatus är en skalbaggsart som beskrevs av Thomas Casey 1912. Xylotrechus albonotatus ingår i släktet Xylotrechus och familjen långhorningar. Inga underarter finns listade i Catalogue of Life.